# 13793 Laubernasconi
13793 Laubernasconi (1998 VB4) là một tiểu hành tinh vành đai chính được phát hiện ngày 11 tháng 11 năm 1998 bởi Khảo sát tiểu hành tinh OCA-DLR ở Caussols.